# Диереза
Диере́за (тж. диере́зис, диэре́зис) (др.-греч. ἡ διαίρεσις, деление, членение, различение) — фонетическое явление в античном стихе; раздельное произношение крайних гласных на словоразделе, в хиатусе; отсутствие номинальной для этого случая апокопы или элизии. Напр. «Ō ēt dē Latiō, ō ēt dē gēnte Sabīna» (Ovid. Metam. XIV 832), где все смежные гласные произносятся отдельно. В большинстве случаев явление диерезы происходит metri causa (по требованию метра) и вызвано необходимостью сохранить позицию икта, главного ритмического ударения, когда под него попадает одна из смежных гласных; то есть «Ó et dé Latió, o ét de génte Sabína». В латинском стихе диерезе может подвергаться фонема «v», которая в этом случае произносится как гласный, например: «siluae» (si-lu-aj) вместо «silvae» (sil-vaj).